# Heinrich Spliedt
Heinrich Spliedt (* 13. Mai 1910 in Karlshorst; † 6. Juni 1959 in Meerbusch-Büderich) war ein deutscher Widerstandskämpfer gegen den Nationalsozialismus.

## Leben
Heinrich Spliedt war der Sohn des Reichstagsabgeordneten Franz Spliedt. Er legte 1929 sein Abitur ab und studierte anschließend Volkswirtschaftslehre an der Friedrich-Wilhelms-Universität. Im Mai 1933 schloss er als Diplom-Volkswirt ab. Wie sein Vater gehörte er der SPD (ab 1928) an, zusätzlich war er Mitglied im Reichsbanner Schwarz-Rot-Gold und der Sozialistischen Studentenschaft. Zusammen mit Karl König gründete er 1933 eine Scheinfirma zur Produktion des Roten Stoßtrupps und leitete das Material an die Verteiler weiter.
Nachdem im Oktober 1933 eine Hausdurchsuchung in der Wohnung der Spliedts stattfand, wurde er am 29. Dezember 1933 verhaftet und im Zellengefängnis Lehrter Straße in Untersuchungshaft genommen. Am 27. August 1934 wurde er vom Volksgerichtshof zu anderthalb Jahren Haft verurteilt, die er im Strafgefängnis Tegel absaß. Nach seiner Haft nahm er wieder Kontakt zu Karl König auf. Als die beiden aber gewarnt wurden, dass ihre Treffen von der Gestapo beobachtet wurden, zog er sich aus der Widerstandsarbeit zurück.
Von 1939 bis 1945 war er im Zweiten Weltkrieg, wo er unter anderem als Schreiber diente.
Nach Kriegsende trat er erneut in die SPD ein. Er arbeitete als Abteilungsleiter in verschiedenen Firmen.